# Leon Gregory
Leon Stuart Gregory (Australia, 23 de noviembre de 1932) fue un atleta australiano, especializado en la prueba de 4x400 m en la que llegó a ser subcampeón olímpico en 1956.

## Carrera deportiva
En los JJ. OO. de Melbourne 1956 ganó la medalla de plata en los relevos 4x400 metros, con un tiempo de 3:06.2 segundos, llegando a meta tras Estados Unidos (oro) y antes que Reino Unido (bronce), siendo sus compañeros de equipo: Kevan Gosper, Graham Gipson y David Lean.